# Les Halles (metropolitana di Parigi)
Les Halles è una stazione sulla linea 4 della metropolitana di Parigi ed è ubicata nel I arrondissement di Parigi.

## La stazione
La stazione venne aperta il 27 aprile 1908, qualche giorno dopo rispetto alle altre stazioni della linea ed è connessa alla stazione della RER Châtelet - Les Halles (linee A, B e D).
Nel 2004, è stata la dodicesima stazione della Metropolitana di Parigi per traffico di passeggeri con una affluenza di 12,63 milioni di passeggeri.

## Interconnessioni
- Bus RATP - 29  (rue Étienne Marcel)

## Nelle vicinanze
- Il Forum des Halles